# Tomás de Teresa
Tomás de Teresa (Santoña, Cantabria; 5 de septiembre de 1968) es un atleta español. Especialista de la prueba de 800 metros lisos, fue contemporáneo de otros grandes especialistas españoles en esta distancia tales como Luis Javier González, Andrés Vera, Colomán Trabado o José Arconada. 

## Trayectoria deportiva
Fue el primer atleta español en bajar de 1.45 minutos en los 800 metros, estableciendo el récord de España en 1:44,99 en Sevilla 90. Participó en el Mundial de Tokio de 1991 y en los Juegos Olímpicos de Seúl 1988 y de Barcelona 1992, siendo finalista, 8.º clasificado en Tokio 1991 y estando a punto de clasificarse para la final en Barcelona 1992, 9.º puesto.
Su mayor éxito fue en los Europeos de Helsinki de 1994, donde logró una medalla de bronce. Además consiguió éxitos en el atletismo indoor como fueron dos medallas de plata en ochocientos metros en el Mundial de Sevilla de 1991 y en el Europeo de Glasgow de 1990.
Completando su palmarés nacional con tres veces campeón de España en 800 m absoluto y dos veces en indoor.
Destacar en categoría junior su medalla de oro en el Campeonato de Europa Júnior 1987 en Birminghan.

## Palmarés
Nacional
- Campeón de España Aire libre 1989, 1994 
  - 1989 1:48.38
  - 1994 1:48.55
  - 1995 1:49.65
- Campeón de España Pista Cubierta: 1989
  - 1989 1:47.87

Internacional
- Europeo Junior (Birmingham, 1987): medalla de oro en 800 metros con una marca de
- Europeo pista cubierta (Glasgow, 1990): medalla de plata en 800 metros con una marca de 1:47.22
- Europeo aire libre (Helsinki, 1994): medalla de bronce en 800 metros con una marca de 1:46.57
- Mundial pista cubierta	(Sevilla, 1991): medalla de plata en 800 metros con una marca de 1:47.82